# Epomophorus grandis
Epomophorus grandis là một loài động vật có vú trong họ Dơi quạ, bộ Dơi. Loài này được Sanborn mô tả năm 1950.

## Hình ảnh

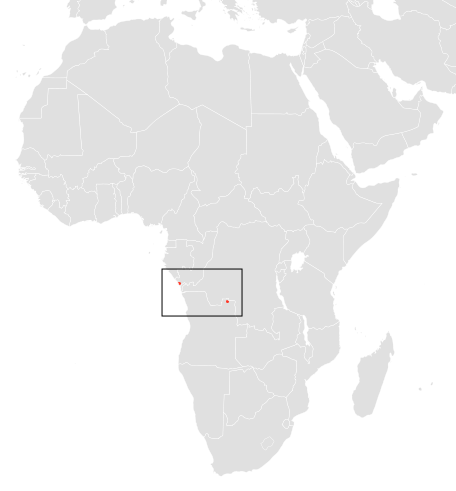